# 禾蟲
禾蟲，亦称流蜞，是沙蚕的一种，学名疣吻沙蚕（Tylorrhynchus heterochaeta），属环节动物多毛綱。
禾蟲秋季時多栖身於水稻田，以腐稻根为食，近海渔民多捕食之。体像蜈蚣，腳多於蜈蚣，顏色或青或紅，富含蛋白质和维生素B，盛產於黄海、东海和南海河口区，包括闽江和珠江三角洲等地。廣東人嗜食禾蟲，福州沿海称禾虫为流蜞，视之为美食。清代梁章钜有诗《敬儿寄流蜞干》云：“流蜞风味少人知，水稻菁英土脉滋；梦到乡关六月半，千畦潮退雨来时。”《纲目拾遗》：禾虫，闽、广、浙沿海滨多有之，形如蚯蚓，闽人以蒸蛋食，或作膏食，饷客为馐，云食之补脾健胃。會於每年農曆四月八日和中秋節會浮上水田水面排放精子、卵子（群浮期）時收集。

## 菜式
- 燉禾蟲
禾蟲加鹽成漿後，加欖角茸、胡椒粉、陳皮、蒜茸、雞蛋、粉絲或油條拌勻後蒸熟即成，亦會將燉禾蟲切塊煎、炸以佐酒。
- 烧禾虫
- 砵仔焗禾蟲

### 禾蟲全席[7]
- 金菜禾蟲湯
禾蟲與花生、白果、陳皮、薑、金針煲成
- 蓮藕禾蟲湯
蓮藕切段與洗淨生禾蟲同煲，禾蟲遇熱鑽進蓮藕，湯煲好後取出蓮藕切片，內已鑲有禾蟲
- 禾蟲粟子蚊燒腩
- 醃鹹禾蟲蒸臘肉
- 禾蟲蚊柚皮
- 乾燉禾蟲
同燉禾蟲但不加水慢火燉熟
- 炒禾蟲
禾蟲以熱水快煮至僅熟後以少量油爆過蒜頭的乾鑊烘乾備用，炒豆芽、韮黃至熟加炸米粉、禾蟲
- 禾蟲炒蛋
- 假禾蟲
與燉禾蟲同，但以去裙邊搗爛的生蠔代替禾蟲